# Alchemilla truncatula
Alchemilla truncatula é uma espécie de rosácea do gênero Alchemilla, pertencente à família Rosaceae.